# Tailai (socken i Kina, Guizhou)
Tailai (kinesiska: 太来, 太来彝族苗族乡) är en socken i Kina. Den ligger i provinsen Guizhou, i den sydvästra delen av landet, omkring 55 kilometer nordväst om provinshuvudstaden Guiyang.